# 石岐米酒
石岐米酒简称石岐酒，是廣東中山出产的一系列米酒和白酒。（此处“米酒”并非专指一般糯米所酿之米酒，而是指米香型白酒）。石岐当地最早有文字记载的酿酒史可上溯至清朝。盛行于清末民初。第二次国共内战结束后，当局合并私人酒坊成立国营酿酒厂，后数度改制、易名。其酿造技艺也入选市级 非物质文化遗产。石岐米酒乃以大米为主料，经制曲、煮饭、发酵、蒸馏、酝肉、调酒、静置、包装等传统工序酿而成的米香型白酒和兼香型白酒(可进一步细分为豉香型)，现产品除石岐酒外，尚有石岐双蒸酒、石岐特醇酒、石岐滴珠糯米酒、青梅酒、和米酒类产品。